# 렌페 103급
렌페 103급 또는 AVE 103급(스페인어: Renfe Class 103, AVE Class 103)은 스페인의 철도 기업인 렌페가 운행하는 고속열차로 AVE 최초의 동력분산식 고속철도 차량으로 지멘스 벨라로 모델을 기반으로 제작했다.

## 개요
2001년 지멘스에서 지멘스 벨라로 모델을 기초로 발주해 현재는 26편성으로 운행하고 있다. 바르셀로나 ~ 마드리드 구간의 고속철도 노선에 도입해, 당초 예정한 최고 영업 속도 350km와 소요 시간 2시간 25분 달성 시스템 문제로 시행이 불가능하면서 최고 영업 속도 300km, 소요 시간 2시간 30분으로 운행 했다가 2011년부터 최고 영업 속도를 310km를 조정했다. 2005년 7월에 초기분이 도입되어 2006년 1월부터 시험 운행을 시작으로 같은 해 7월에 스페인 국내 철도 사상 영업 최고 속도인 403.7km를 기록했다. 2007년 6월부터 상용 운행에 들어갔다.

## 사진

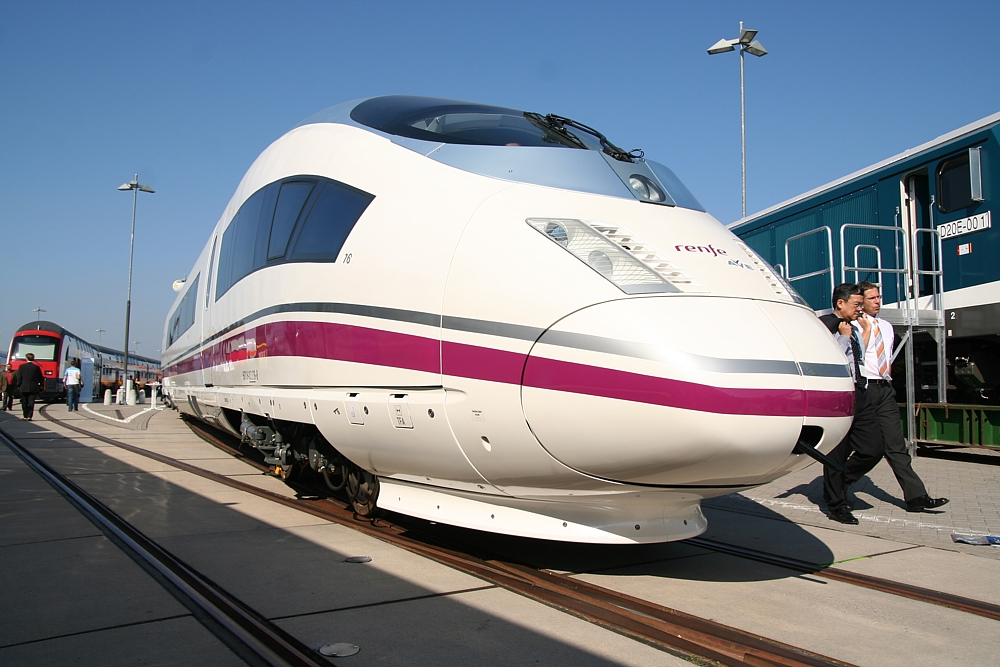
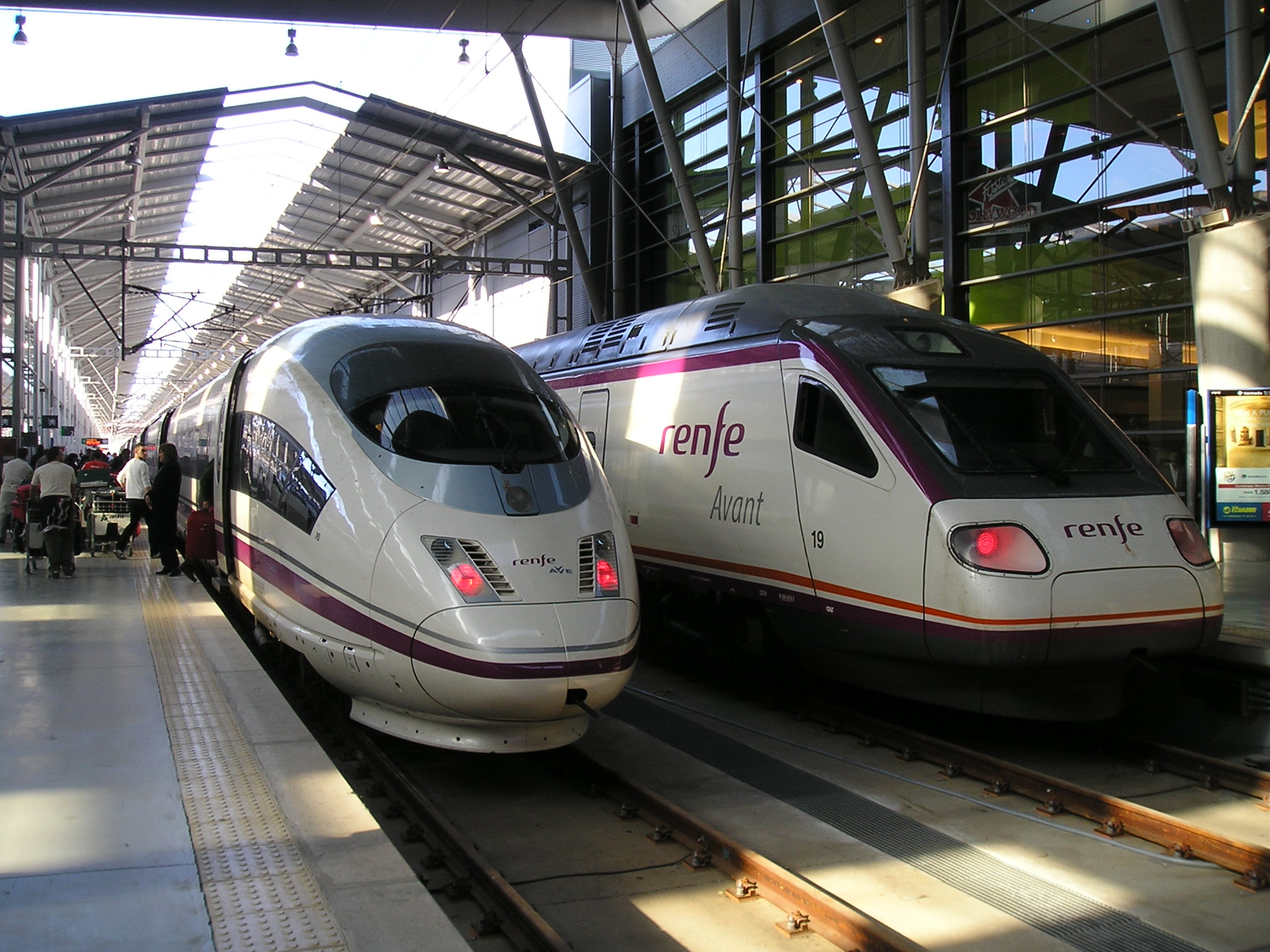
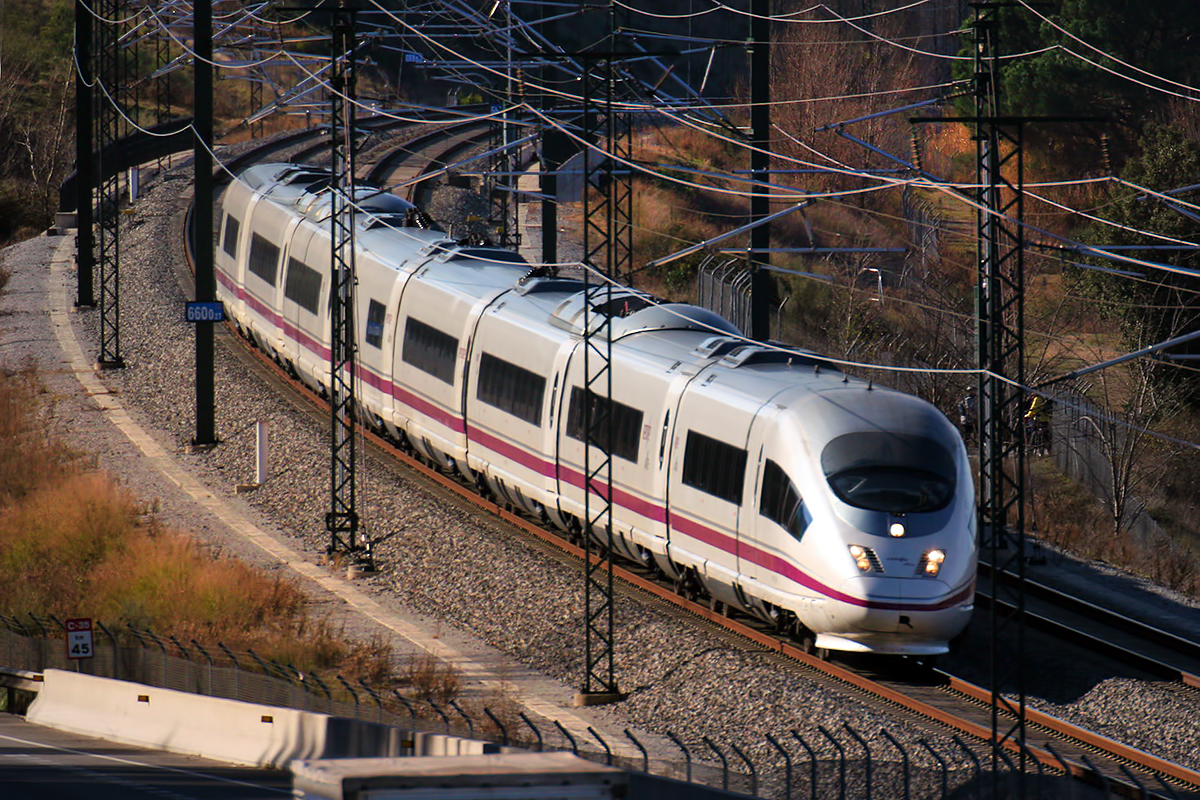
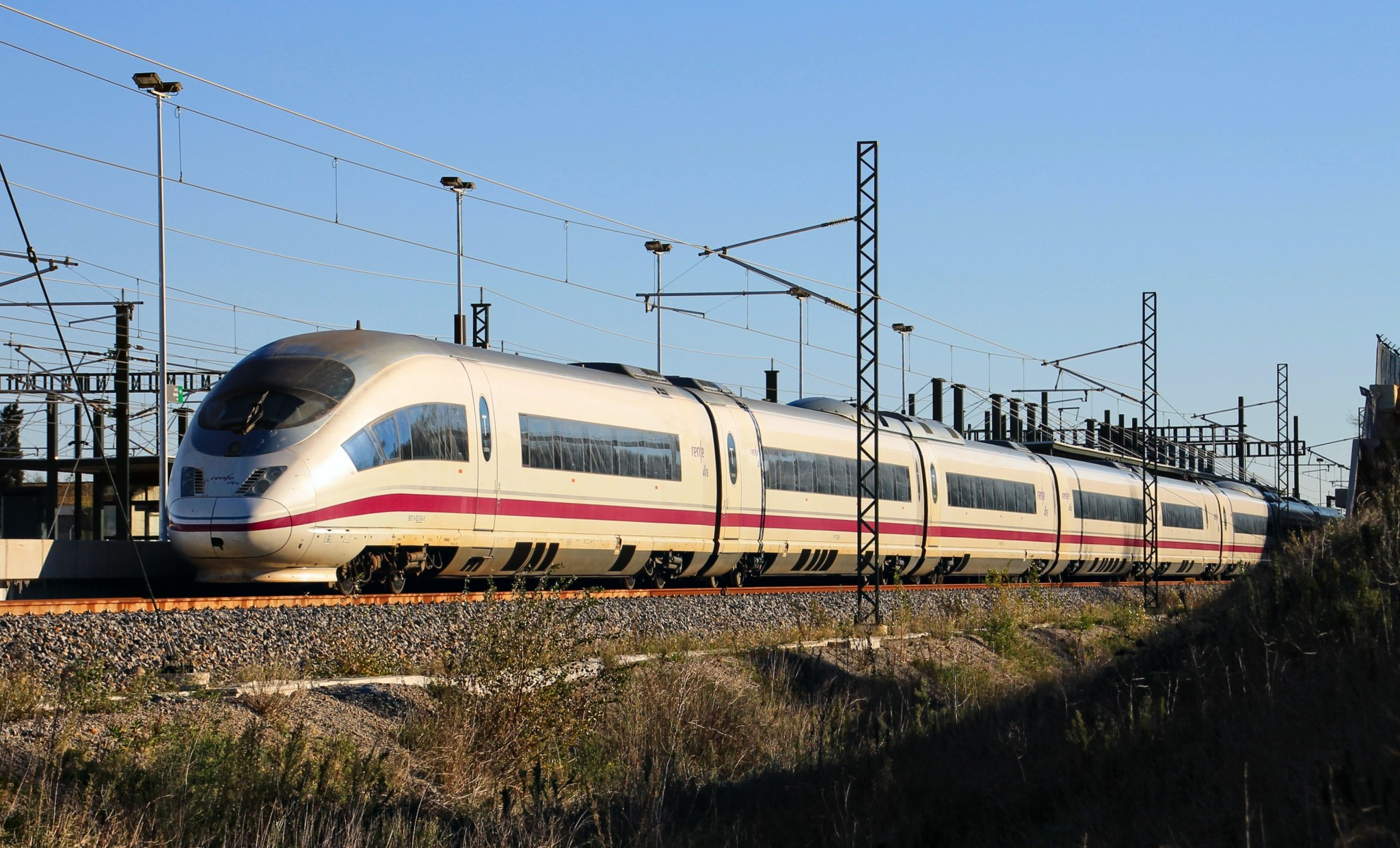
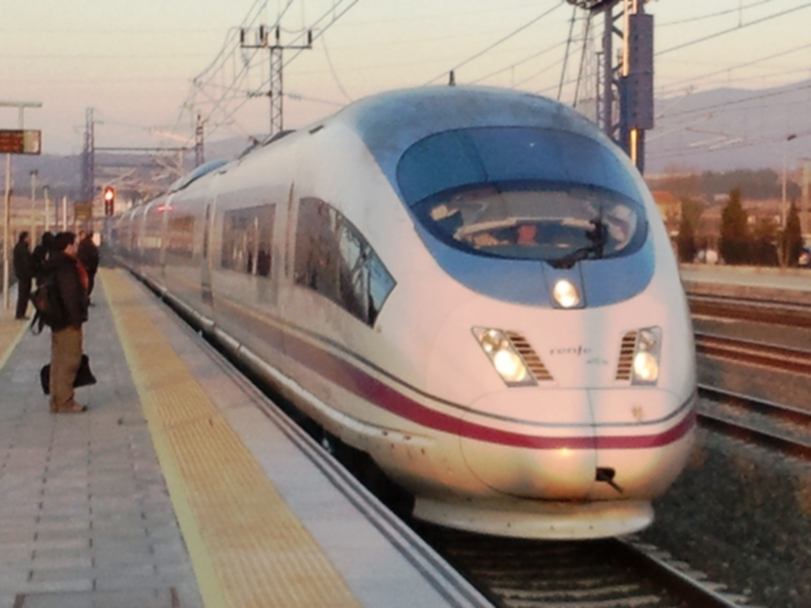

## 같이 보기
- 지멘스 벨라로